# Nervis
|  | Per als teixits animals vegeu nervi |

Els nervis (en llatí Nervii, en grec antic Νερούιοι o Νερβιοι) eren un poble celta de la Gàl·lia Belga que segons Ptolemeu tenien la capital a Bagacum (Bavay) i Cambrai era dins el seu territori. Tenien al sud als ambians. Depenien dels nervis els grudis (grudii), els levacs (levaci), pleumoxis (pleumoxii) i els geidumnes (geiduni). Malgrat que algunes fonts clàssiques els consideren germànics, o propers a aquesta ètnia, els estudiosos els inclouen entre els celtes basant-se en la toponímia i altres evidències.
No s'ha aportat cap explicació etimològica del seu nom, tret del possible origen llatí (llengua en la qual el mot Neruus i derivats estan relacionats, justament, amb "nervis" i "músculs").

## Història
Quan Juli Cèsar es preparava per marxar contra els confederats belgues l'any 57 aC, va saber que els nervis havien promès aportar cinquanta mil homes per lluitar contra ell, i que eren els més forts i salvatges de tots. Entre els confederats hi havia els atrebats i els viromandus, que eren veïns seus. El cap nervi es deia Boduognatus. Durant l'atac romà les dones i els infants nervis es van posar en seguretat a les maresmes de la costa; a les batalles de l'Axona i Sabis els nervis van perdre molts homes i "la nació i el nom van ser gairebé destruïts" diu Cèsar. Només tres caps ("senadors" en diu Cèsar) van restar vius, de 600 que en tenien al començar la guerra i dels seixanta mil homes que van començar la batalla només en van quedar 500 capaços de portar armes.
Després de la victòria a la batalla del Jeker el 54 aC, Ambiòrix dels eburons va aconseguir el suport dels nervis, i també el dels atuàtucs, ceutrons, grudis, levacs, pleumoxis i geidumnes, per assetjar el campament de Quint Tul·li Ciceró i la seva legió a l'oppidum de Namur, però van ser derrotats pels romans. Els romans van entrar al seu territori el 53 aC, va fer nombrosos presoners impedint qualsevol intent de revolta. El 52 aC els nervis van enviar cinc mil homes al setge d'Alèsia.
Plini el Vell els esmenta com a nervis lliures, el que voldria dir que conservaven el seu propi govern, no pagaven taxes i que la seva submissió era encara incomplerta al seu temps.